# Уляшевская
Уляшевская — упразднённая деревня в Тарногском районе Вологодской области России.

## География
Урочище находится в северо-восточной части области, в подзоне средней тайги, на правом берегу реки Уфтюги, на расстоянии примерно 25 километров (по прямой) к западо-юго-западу от села Тарногский Городок, административного центра района.

### Климат
Климат характеризуется как умеренно континентальный, с продолжительной холодной зимой и умеренно тёплым летом. Среднегодовая температура воздуха — +1,5 °C. Средняя температура воздуха самого холодного месяца (января) — −13,6 °C (абсолютный минимум — −52 °C), средняя температура самого тёплого (июля) — +16,8 °С (абсолютный максимум — +37 °С). Вегетационный период длится 115 дней. Среднегодовое количество атмосферных осадков составляет 667 мм, из которых около 67 % выпадает в тёплый период. Снежный покров держится в течение 168 дней. В течение года преобладают ветра юго-западного направления. Среднегодовая скорость ветра 3,3 м/с.

## История
Упоминается в 1685 году как деревня Заборской волости.
В «Списке населенных мест Вологодской губернии по сведениям 1859 года» населённый пункт упомянут как удельная деревня Уляшевская (Ивановская) Тотемского уезда, расположенная при реке Уфтюге, в 72 верстах от уездного города. В деревне имелось 7 дворов и проживало 52 человека (25 мужчин и 27 женщин). В 1881 году входила в состав Спасской волости.
По данным 1926 года в деревне имелось 5 хозяйств и проживал 61 человек (35 мужчин и 26 женщин). В административном отношении входила в состав Заборского сельсовета Кокшенгского района.
Действовал колхоз «Семичаевская». В 1940 году деревня Уляшевская (Ивановская) входила в состав Заборского сельсовета Тарногского района. Упразднена не позднее 1973 года.